# Société centrale d'horticulture de Nancy
La société centrale d'horticulture de Nancy (SCHN), fondée le 5 janvier 1877 à l'hôtel de ville de Nancy, est une société d'horticulture basée à Nancy qui a joué un rôle majeur dans l'école de Nancy, mouvement artistique Art nouveau fortement marqué par les thèmes botaniques.

## Histoire
Les fondateurs de la Société centrale d'horticulture de Nancy le 5 janvier 1877 sont Léon Simon (président) , Émile Gallé (secrétaire), Jean-Joseph Picoré, Victor Lemoine et François-Félix Crousse.
La SCHN créé en 2016 le « Prix Julien-Gérardin » en mémoire de Julien Gérardin 1860-1924),  un notaire nancéien, passionné de photographie, qui a laissé plus de 6 000 autochromes dont la plupart concernent la nature, les parcs nancéiens, l’art nouveau mais aussi la SCHN dont il était membre,.